# 나이트메어 3: 꿈의 전사
《나이트메어 3: 꿈의 전사》(영어: A Nightmare on Elm Street 3: Dream Warriors)는 1987년에 개봉된 미국의 초자연 판타지 슬래셔 영화이다. 《나이트메어 2: 프레디의 복수》(1985)의 속편이며, 《나이트메어 4: 꿈의 지배자》(1988)로 이어진다.

## 줄거리
전편 사건으로부터 1년 뒤. 프레디 크루거에게 시달리는 정신 병원 환자들을 돌보는 의사 닐 고든과 인턴 낸시 톰프슨은 한 수녀를 통해 과거 어느 젊은 여성이 휴일 기간에 이 정신 병원에 우연한 사고로 갇혔다가 수백 명의 환자들에게 강간을 당한 끝에 낳은 게 프레디라는 사실을 알게 된다. 닐, 낸시, 환자들은 집단 최면을 통해 동시에 같은 꿈의 세계에 들어가 프레디에게 함께 대항하면서 프레디 유해의 행방을 쫓는다.

## 출연진
- 헤더 랭인캠프 - 낸시 톰프슨 역
- 크레이그 와슨 - 닐 고든 의사 역
- 퍼트리샤 아켓 - 크리스틴 파커 역
- 로버트 엥글런드 - 프레디 크루거 역
- 켄 세이고스 - 롤런드 킨케이트 역
- 로드니 이스트먼 - 조지프 “조이” 크루셀 역
- 제니퍼 루빈 - 태린 화이트 역
- 브래들리 그레그 - 필립 앤더슨 역
- 아이라 하이든 - 윌리엄 “윌” 스탠턴 역
- 래리 피시번 - 맥스 대니얼스 역
- 퍼넬러피 수드로 - 제니퍼 콜필드 역
- 존 색슨 - 도널드 “돈” 톰프슨 역
- 프리실라 포인터 - 엘리자베스 심스 의사 역
- 브룩 번디 - 일레인 파커 역
- 낸 마틴 - 메리 헬레나 수녀/어맨다 크루커 역
- 자 자 가보 - 본인 역
- 폴 켄트 - 카버 의사 역

## 기타 제작진
- 공동 제작: 세라 리셔
- 라인 제작: 레이철 탤럴레이
- 협력 제작: 니키 마빈
- 배역: 애넷 벤슨
- 미술: C.J. 스트론, 믹 스트론
- 분장: 케빈 얘거(프레디 크루거)
- 특수 분장: 그레그 캐넘
- 특수 효과: 호이트 예이트먼